# Walter Momper
Walter Momper, född 21 februari 1945 i Sulingen, tysk politiker (SPD), regerande borgmästare i Berlin 1989-1991, sedan 2001 president för Berlins representanthus.